# کاستلوترو دی مودنا
کاستلوترو دی مودنا (به ایتالیایی: Castelvetro di Modena) یک کومونه در ایتالیا است که در استان مودنا واقع شده‌است.

## خصوصیات
کاستلوترو دی مودنا ۴۹٫۷ کیلومترمربع مساحت و ۱۱٬۱۸۸ نفر جمعیت دارد و ۱۲۲ متر بالاتر از سطح دریا واقع شده‌است.

## خواهرخوانده
شهرهای کاستلفیدارو و Montlouis-sur-Loire خواهرخوانده‌های کاستلوترو دی مودنا هستند.